# Tutto suo padre... e anche un po' sua madre
Tutto suo padre... e anche un po' sua madre è stato un programma televisivo italiano di genere one-man show di Enrico Brignano, andato in onda in prima serata su Rai 2 il 22 gennaio 2024.

## Descrizione
Lo spettacolo è andato in scena al Gran Teatro di Roma nel dicembre del 2012 ed è stato registrato in presa diretta.
Tutto suo Padre... e un po' sua madre di Enrico Brignano – portato per la prima volta in tour a partire dalla stagione teatrale 2012/2013 – riflette i ricordi e le esperienze della Famiglia Brignano, specchio della crisi della società italiana, dandogli rilievo e interesse con i colori dell'invenzione. Attraverso veloci descrizioni biografiche, racconti e aneddoti danno voce ai protagonisti di vicende tragicomiche, dove l'attore-autore svela in uno stile esilarante virtù, vizi, abitudini, idiosincrasie esemplari del Paese. Non si limita a fare ridere ma tutto lo show è disseminato da citazioni che fanno riflettere: il comico sfrutta l'ironia per mostrare le debolezze della gente comune che incontra, comprese quelle dello stesso attore, in una sorta di outing, di sfogo pubblico. Debolezze che Brignano ridicolizza, le critica secondo la propria sensibilità, poiché la vita è troppo veloce per essere "consumata" soltanto basandosi sull'inganno, sulla menzogna, sulla finzione, sulla paura. Enrico Brignano nelle intenzioni del testo teatrale ha anche voluto sottolineare alcuni aspetti della nostra società che troppo spesso, tutt'oggi, non permettono di esprimersi liberamente, proponendo la propria vulnerabilità senza remore.
Gli attori della Compagnia erano Pasquale Bertucci, Michele Marra, Andrea Perrozzi e quattro comparse. Il Corpo di ballo era composto da Giusy Pepe, Francesca Cama, Elisabeth Santoro, Benedetta Carpanzano, Manuela Guastalli, Ilaria Cavola, Michela Ritorto, Agnese Di Stefano, Carla Palumbo, Maria Cristina Castanòn. L'orchestra dal vivo era formata da undici elementi.

## Accoglienza

### Ascolti
| Messa in onda   | Ascolti        | Ascolti |
| Messa in onda   | Telespettatori | Share   |
| --------------- | -------------- | ------- |
| 22 gennaio 2024 | 1 038 000      | 6,3%    |

### Critica
(Aldo Grasso, Corriere della Sera, 23 gennaio 2024)